# 耶格霍夫 (德累斯顿)

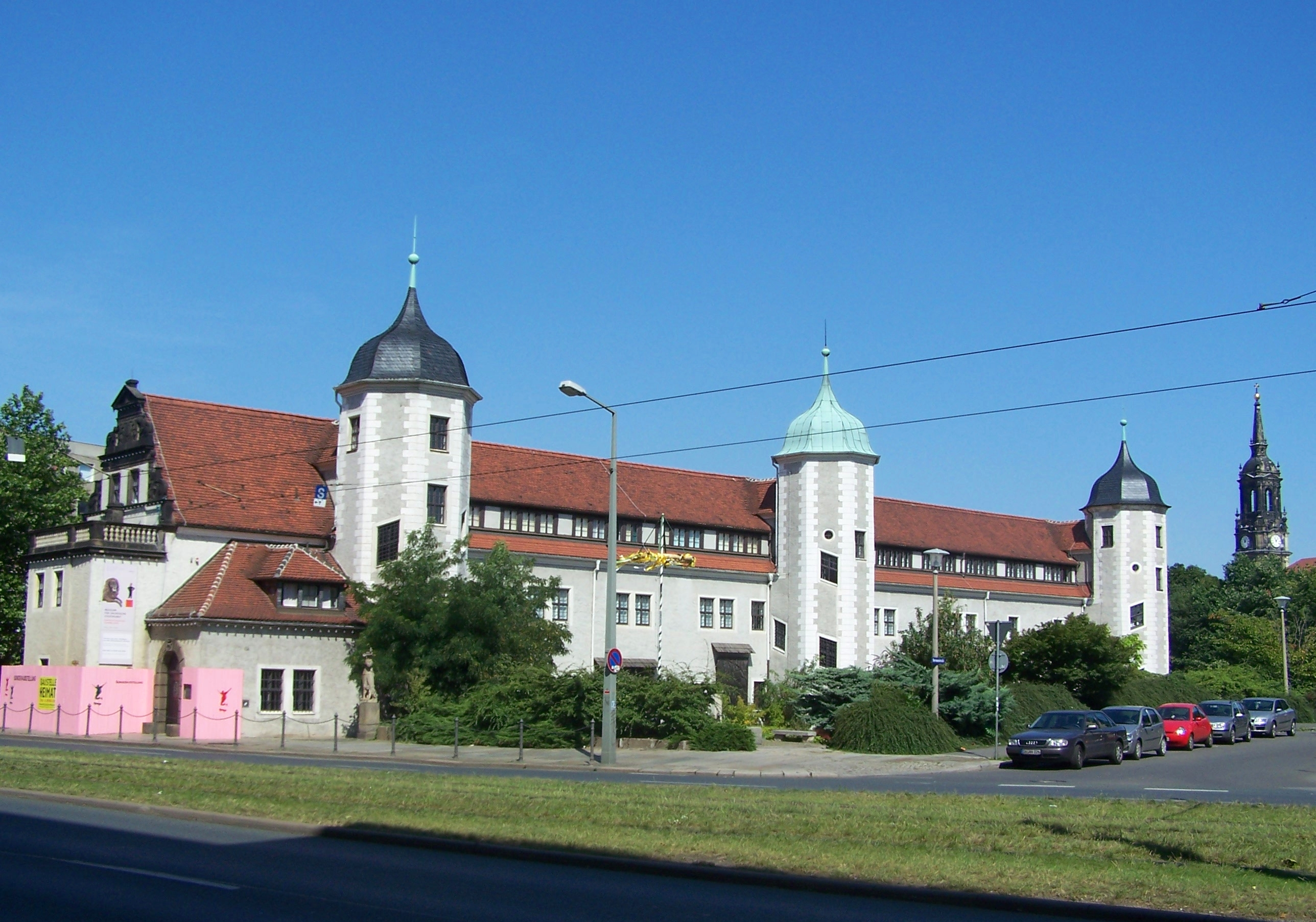
耶格霍夫，德累斯顿内新城

耶格霍夫（Jägerhof）是德国德累斯顿的一座建筑，也是德累斯顿新城区（Neustadt）最古老的纪念碑。它位于新城市场广场（Neustädter Markt）以东 的 Köpckestraße。该建筑建于16世纪，为文艺复兴风格。它最初由四翼组成，现在只剩下西翼。耶格霍夫今天是萨克森民间艺术博物馆（Museum für Sächsische Volkskunst）的所在地。自2005年以来，木偶剧收藏馆（Puppentheatersammlung）也安置在建筑的上层。

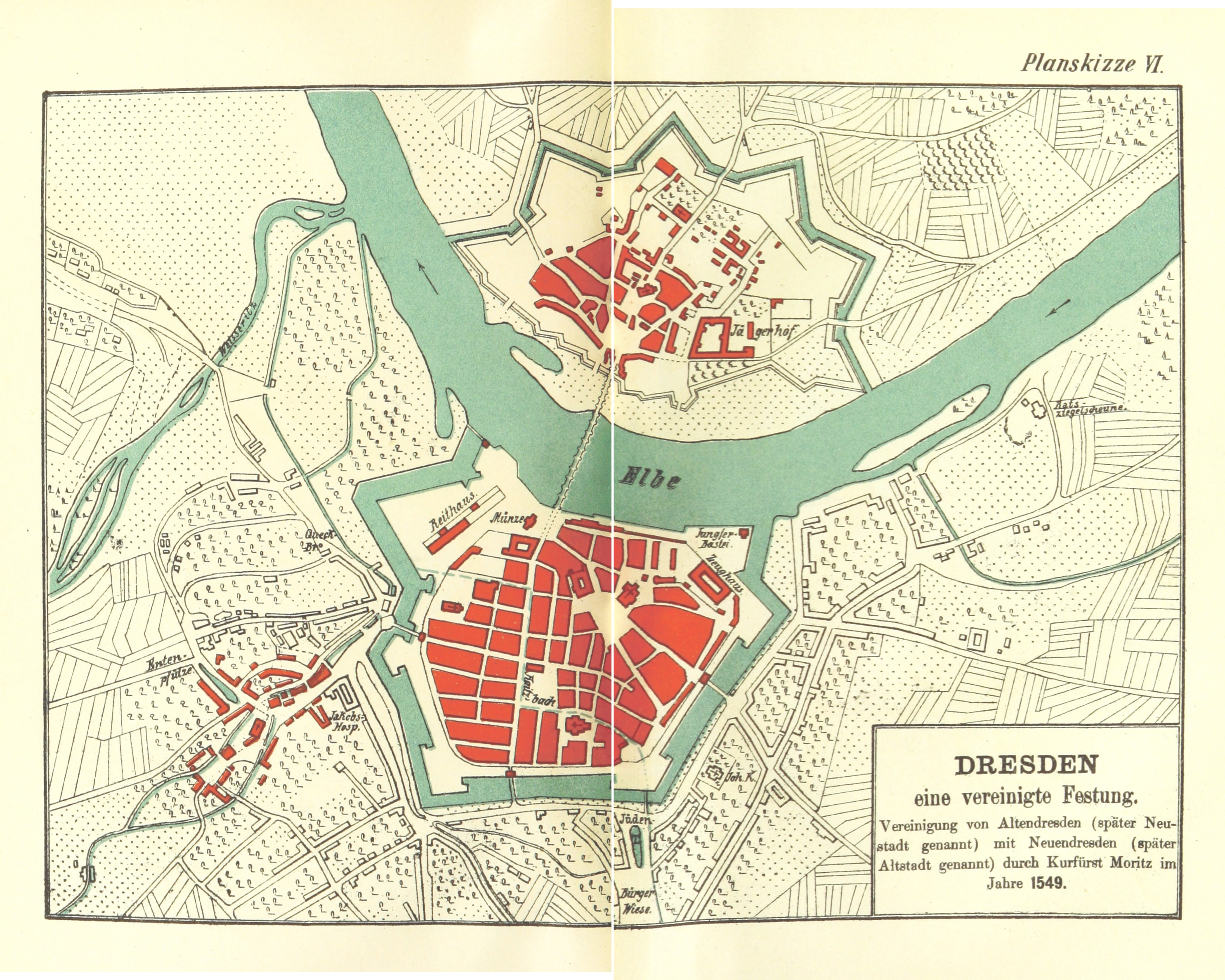
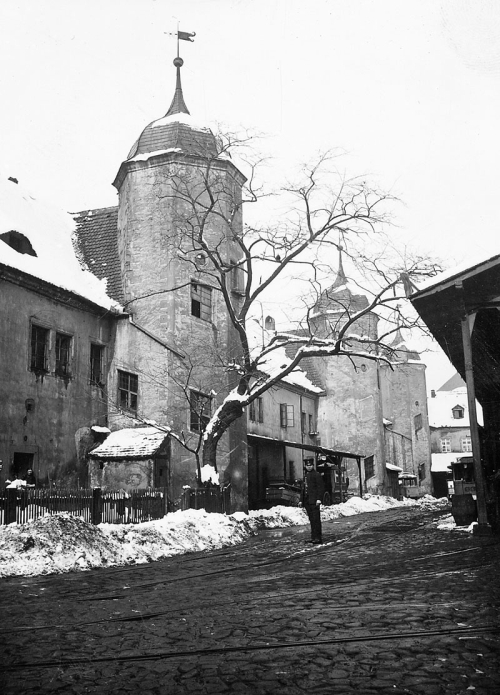
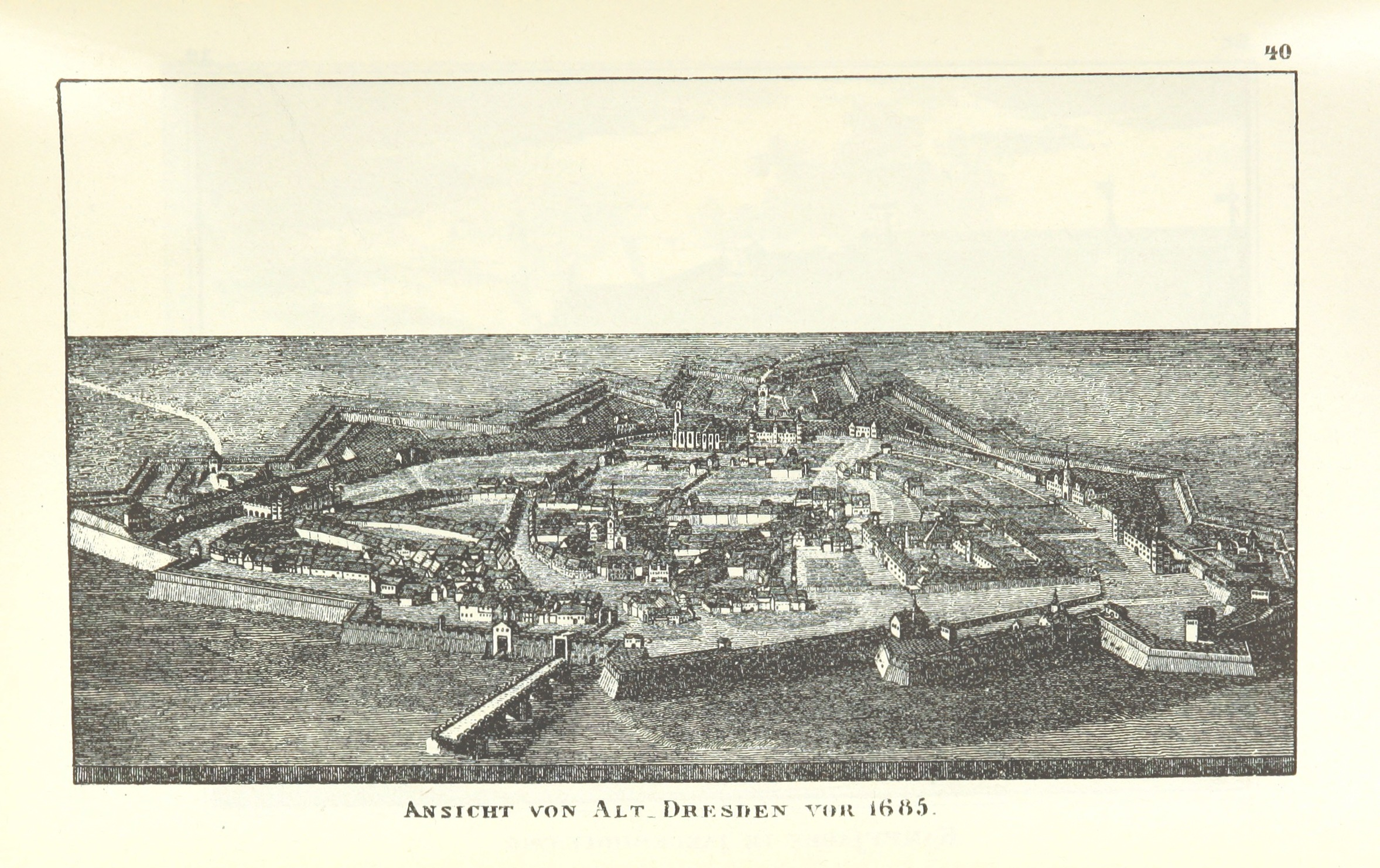
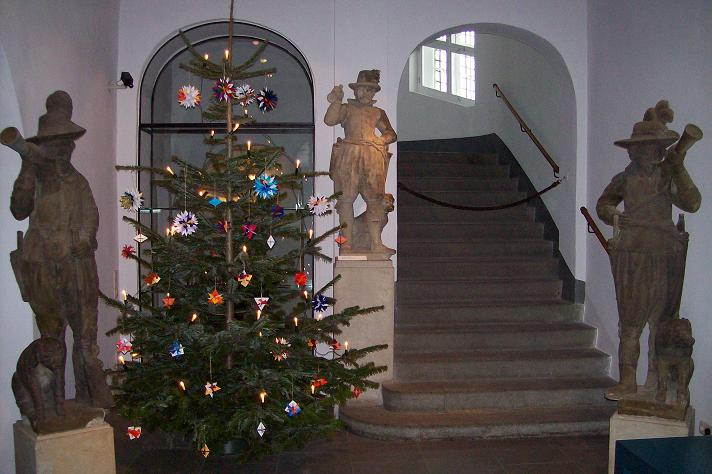
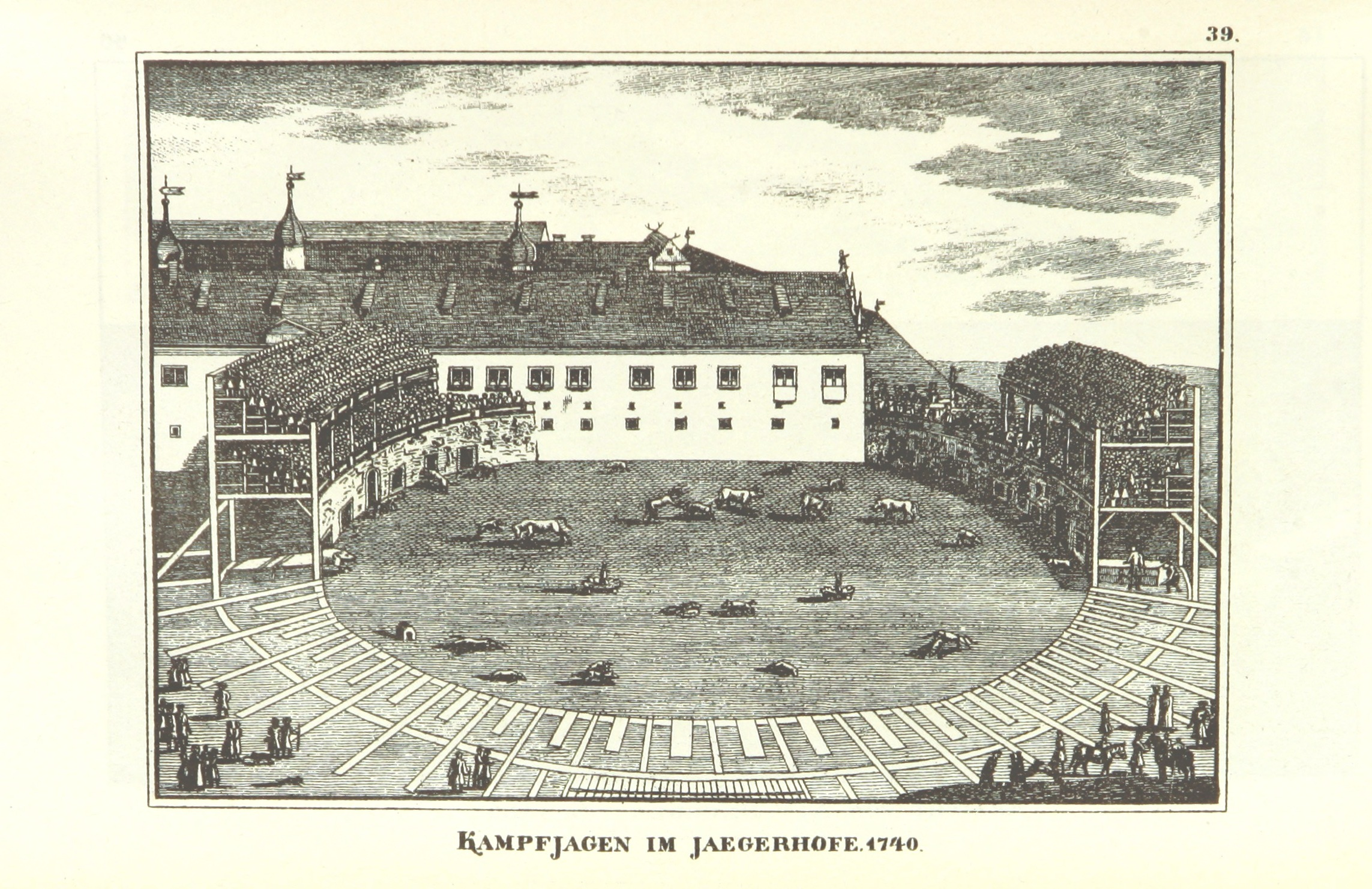
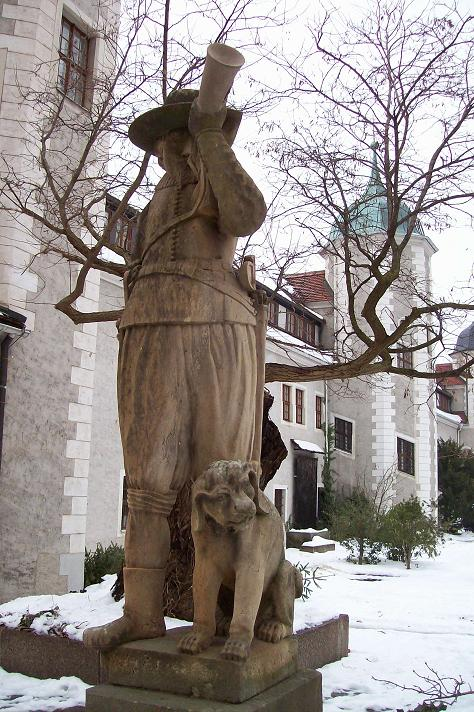